# Forgotten River
Der Forgotten River ist ein Fluss im Westen der Südinsel Neuseelands. Er entspringt an einer Kante des Olivine Ice Plateau am Forgotten River Col. Er fließt in zunächst südwestlicher, dann westlicher Richtung bis zur Mündung in den Olivine River.
Eine Expedition unter J. T. Holloway entdeckte das Flusstal 1935, als diese einen östlichen Zugang zum Olivine Ice Plateau über den Joe River suchte. Bei einer erneuten Expedition im Winter 36/37 unternahm Holloway den Versuch von Süden, über den Park Pass und das Tal des Olivine River. Auch diese Expedition erreichte das Plateau nicht, jedoch sichtete sie erneut das Flusstal des Forgotten River und gab dem Fluss, der an der Mündung eine vergleichbare Größe mit dem Olivine River aufwies, seinen eigenen Namen.